# Basket Ravenna Piero Manetti
Il Basket Ravenna Piero Manetti è una squadra di pallacanestro di Ravenna. Milita nella Serie B del campionato di pallacanestro italiano.

## Storia

### Dalla Cestistica Ravenna al Ravenna Basket

Piersante Manetti (1987 circa).

All'inizio della stagione 1970-71 la “storica” Robur (fondata nel 1946) ha ancora un grande seguito in città (l'alto numero di iscritti le permette di coprire tutte le categorie giovanili) ma la società sta esaurendo la sua azione.
Il 21 novembre 1970 Alfredo Cavezzali e Vittorio De Lorenzi escono dalla Robur e fondano la Cestistica Ravenna, poi Ravenna Basket. Cavezzali è il presidente, Renzo Dosi vicepresidente, De Lorenzi è il direttore generale. La prima squadra gioca in Promozione. 
Nel 1973-74 la società, non avendo più uno sponsor, decide, per sopravvivere, di abbinarsi al club calcistico cittadino, l'Unione Sportiva Ravenna. L'unione dura tre anni. I risultati, dal punto di vista sportivo, arrivano nella stessa stagione: il 20 maggio 1974 l'U.S. Cestistica vince lo spareggio per la Serie C contro Fabriano. La società riesce a mantenere la categoria solo tre anni, poi ritorna in Serie D. Nel 1978 Cavezzali, chiamato dal CONI a dirigere il comitato olimpico provinciale, lascia la direzione della società a Nemesio Bettuzzi. 
Nel 1982-83 il Basket Ravenna è promosso in Serie C1. L'anno seguente si salva allo spareggio contro la Futura Forlì. Il 12 luglio 1984 si ha il rinnovo del consiglio direttivo. I due consiglieri più votati sono Bettuzzi (presidente in carica) e Giorgio Dainese (direttore sportivo). Tre dirigenti non eletti nel nuovo consiglio fondano una nuova società: Basket '84. Riescono a portare dalla loro parte quasi tutti gli iscritti, allenatore compreso (Giorgio Brasini). Giorgio Dainese deve ricostruire daccapo la squadra.
Nel marzo 1985 Bettuzzi lascia la direzione. Gli subentra Piersante Manetti (1953-2004). Imprenditore agricolo di 32 anni, il padre Leo fu socio di Serafino Ferruzzi. Nel 1986 Roberto Vianello affianca Manetti come nuovo vice presidente. Nella tarda primavera dello stesso anno Manetti e Vianello ottengono il controllo completo delle quote societarie. Escono di scena sia Bettuzzi che Dainese. Al termine della stagione la squadra retrocede. Viene ingaggiato un nuovo allenatore, Loris Giovannetti. Il giovane tecnico forlivese (30 anni) è l'artefice del ritorno della pallacanestro ravennate a un campionato a serie unica nazionale. In tre anni la squadra romagnola passa dalla C alla B1. 
Al primo anno sulla panchina di Ravenna (1986-87) Giovannetti conquista la promozione in B2. Dopo la promozione in B2 la società decide di dotarsi di una nuova figura organizzativa: il capo della gestione tecnica. Giorgio Bottaro è il primo direttore sportivo della società ravennate. La dirigenza abbandona la politica di prestiti delle passate gestioni e decide di acquisire i cartellini dei giocatori. A fine estate arriva dal Campobasso Stefano Brighi, pagato 220 milioni di lire.
Dopo aver confermato la categoria (annata 1987-88) nella stagione 1988-89 Giovannetti centra una seconda promozione. La data da ricordare è il 24 giugno 1989: quel giorno a San Lazzaro di Savena i ravennati battono i locali 88-83 nella terza partita dei play-off promozione.
Per giocare nel basket che conta la società si deve trasferire a Cervia (25 km di distanza) per la mancanza di un impianto adeguato a Ravenna. Basket Ravenna affronta l'avventura in B1 con un nuovo allenatore, il varesino Bruno Brumana. Nella campagna trasferimenti spicca l'acquisto del pivot Tiziano Montaguti, costato 500 milioni. Nell'anno di esordio nella nuova categoria (1989-90) Ravenna finisce al sesto posto. L'anno seguente si salva a stento. La stagione 1991-92 termina con la retrocessione in B2. In estate Piersante Manetti, in conflitto con la città di Ravenna, decide di trasferire tutta l'attività a Cervia ed acquista i diritti sportivi di B1 d'Eccellenza da Montichiari. Manetti disputa la B1 1993-1994 con lo sponsor "Menestrello" e conquista la promozione in A2. Ma l'imprenditore ravennate nel 1994 si trasferisce ancora, stavolta a Modena, cedendo anche la proprietà. 
Ha così termine l’esperienza di Manetti come dirigente sportivo.
Il Basket Ravenna riparte dal campionato di Promozione. Gioca le partite casalinghe nella palestra dell'Istituto tecnico per geometri «C. Morigia». La risalita è costante: nel giugno 2000 sale in C1.

### Basket Ravenna Piero Manetti
All'inizio degli anni 2000 la squadra romagnola disputa il campionato di Serie C1. Il Basket Ravenna torna in Serie B nella stagione 2003-2004 (vittoria 2-0 sulla Tender Riccione) guidato dall'esperto Adolfo Marisi, presidente Antonio Tassini. L'anno seguente - il primo senza Manetti - i romagnoli mantengono la categoria. All'inizio della stagione successiva, nel novembre 2005, Roberto Vianello prende il timone della società ribattezzandola «Piero Manetti» in ricordo dell'indimenticato patron.
Nell'ottobre 2009 la squadra lascia la palestra Morigia e torna, dopo diciotto anni, a giocare nel rinnovato PalaCosta.
Nel 2012 Giorgio Bottaro, diventato un manager sportivo apprezzato a livello nazionale, torna a Ravenna come direttore generale della società. Comincia un ciclo positivo: ai play-off dell'anno seguente i ravennati si sbarazzano rispettivamente di Castelfiorentino, Cento e Affrico Firenze, conquistando così la promozione in Divisione Nazionale A Silver in un'annata in cui vincono anche la Coppa Italia di DNB sotto la guida di Lanfranco Giordani e un gruppo di giocatori affiatati come Eugenio Rivali, Giorgio Broglia e Luca Bedetti.
Nella stagione 2013-2014 viene ingaggiato il primo straniero nella storia della società, l'italo-americano Adam Sollazzo. In quell'anno nasce la tifoseria organizzata che segue il Ravenna in tutte le partite: i «Leoni Bizantini». Dopo le due annate trascorse nella seconda serie nazionale al PalaCosta, avviene il trasloco al più capiente Pala De André. Nella stagione 2016-17, guidata da Antimo Martino, la squadra si qualifica ai play-off come quarta del girone Est. Agli spareggi promozione elimina al primo turno la Virtus Roma (3-1) e nei quarti Verona (3-0). Viene fermata in semifinale dalla Virtus Bologna (0-3) che poi trionferà nella manifestazione. Nella stagione 2017-18 il Basket Ravenna, sempre guidato da Martino, raggiunge le finali di Coppa Italia dove, dopo aver battuto Casale Monferrato e Fortitudo Bologna, perde la finale col Basket Derthona. Nella stagione regolare la squadra si piazza al nono posto perdendo con Jesi nell'ultima giornata lo scontro diretto per accedere ai play-off. La stagione 2018-19 si apre con l'avvicendamento del general manager (Julio Trovato prende il posto di Mauro Montini) e l'ingaggio del capo allenatore Andrea Mazzon, mentre a fine anno arriva un nuovo nono posto.
Nel campionato di Serie A2 2019-2020, sotto la guida tecnica di Massimo Cancellieri, i giallorossi a fine febbraio occupano saldamente il primo posto in solitaria del girone Est con un ruolino di 20 vittorie e 5 sconfitte, ma la sospensione del campionato per via della pandemia di COVID-19 fa sì che le rimanenti partite non vengano giocate e che l'annata vada anticipatamente in archivio senza alcuna promozione.
Nella stagione seguente, 2020-2021, il Basket Ravenna del confermato Cancellieri si piazza al settimo posto nel proprio girone, uscendo poi ai quarti di finale dei play-off contro Tortona. Nel 2021-2022 i giocatori del nuovo capo allenatore Alessandro Lotesoriere (già ex assistente a Ravenna ai tempi di Antimo Martino) chiudono la stagione regolare al terzo posto nel girone rosso con 20 vittorie e 10 sconfitte, quindi superano Torino ai quarti di finale play-off ma terminano la loro corsa con lo 0-3 rimediato nelle semifinali contro Cantù. Nel corso dell'estate 2022 il presidente Vianello si disimpegna per motivi personali e di età. Ciò porta a una diminuzione del budget, che si rivela uno dei motivi principali della retrocessione sopraggiunta al termine della Serie A2 2022-2023 dopo i dieci anni trascorsi nella categoria.
Con la retrocessione in Serie B Nazionale, la società abbandona il troppo oneroso Pala De André e disputa le partite del campionato 2023-2024 al PalaCosta. 
Il 16 marzo 2025 muore lo storico patron Roberto Vianello, proprietario della società nonché presidente per vent'anni. La famiglia Vianello cede, nel corso dell'estate, le quote societarie a Giorgio Bottaro, individuato come figura di transizione verso un nuovo assetto proprietario previsto nei mesi successivi.

## Colori e simbolo
I colori sociali del Basket Ravenna Piero Manetti sono il giallo ed il rosso.

## Palazzetto
Il Basket Ravenna Piero Manetti ha giocato le partite casalinghe presso il PalaCosta di Ravenna dal 2009 fino alla stagione 2014-2015, mentre dalla stagione successiva si è trasferito nel più capiente Pala De André. 
In seguito alla retrocessione dalla A2 alla B nazionale avvenuta nel maggio 2023, non sussistendo più la necessità di una capienza minima di 2 000 posti al coperto richiesta per disputare la Serie A2, all'inizio della stagione agonistica 2023-2024 la società ritorna a giocare al PalaCosta.

## Tifoseria
La tifoseria che segue la compagine bizantina sia in casa che in trasferta è chiamata "Leoni Bizantini".

## Roster 2024-2025
Aggiornato al 25 settembre 2024.
|    | Naz.                                    | Ruolo | Sportivo           | Anno | Alt. | Peso |  |
| -- | --------------------------------------- | ----- | ------------------ | ---- | ---- | ---- |  |
| 6  | Italia (bandiera)                       | G     | Kevin Brigato      | 1998 | 194  | 85   |  |
| 7  | Italia (bandiera)                       | A     | Alessandro Ferrari | 2003 | 200  | 80   |  |
| 8  | Italia (bandiera)                       | GA    | Lorenzo Allegri    | 2005 | 190  | 85   |  |
| 12 | Italia (bandiera)                       | PG    | Michele Munari     | 2005 | 190  | 85   |  |
| 13 | Italia (bandiera)                       | C     | Riccardo Crespi    | 1997 | 206  | 112  |  |
| 23 | Italia (bandiera)                       | A     | Federico Casoni    | 1997 | 201  | 90   |  |
| 33 | Italia (bandiera)                       | C     | Tommaso De Gregori | 1998 | 203  | 102  |  |
| 34 | Ucraina (bandiera)                      | G     | Illya Tyrtyshnyk   | 1998 | 191  | 84   |  |
| 40 | Moldavia (bandiera) · Italia (bandiera) | PG    | Gabriel Dron       | 2002 | 176  | 68   |  |
| 44 | Italia (bandiera)                       | P     | Flavio Gay         | 1998 | 201  | 100  |  |

### Staff tecnico
| Allenatore:      | Andrea Gabrielli  |
| Assistenti:      | Giacomo Ravaioli  |
| General Manager: | Lorenzo Nicoletti |

## Palmarès
- Coppa Italia LNP di Divisione Nazionale B: 1

2012-13

## Settore giovanile
Nella stagione 2013-14 la squadra Under-19, allenata Gabriele Ceccarelli, si laurea Campione d'Italia Elite vincendo la finale di Grado.